# Rhynchocalamus arabicus
Rhynchocalamus arabicus är en ormart som beskrevs av Schmidt 1933. Rhynchocalamus arabicus ingår i släktet Rhynchocalamus och familjen snokar. IUCN kategoriserar arten globalt som otillräckligt studerad. Inga underarter finns listade i Catalogue of Life.
Arten är endast känd från en individ som hittades under 1930-talet i Jemen nära Aden.